# Kamarás István (játékvezető)
Kamarás István dr. (Bácsalmás, 1934. június 25.–) magyar nemzetközi labdarúgó-játékvezető. Egyéb foglalkozása bíró, a Baranya megyei Bíróság korábbi elnökhelyettese, jelenleg nyugdíjas.

## Pályafutása

### Labdarúgóként
A labdarúgással Baján ismerkedett meg, majd a Pécsi EAC következett.

### Nemzeti játékvezetés
Egyetemi tanulmányainak vége felé 1958-ban Pécsen vizsgázott játékvezetésből. A Baranya megyei Labdarúgó-szövetség által működtetett bajnokságokban kezdte sportszakmai pályafutását. Párhuzamosan ítélkezett a bírói pulpituson és a zöld gyepen. A Magyar Labdarúgó-szövetség Játékvezető Bizottságának (JB) minősítésével NB III-as, egyben országos utánpótlási kerettag. 1963-tól NB II-es, 1966-tól NB I/B-s, 1968-tól NB I-es játékvezető. 1972-ben váratlanul bejelentette visszavonulását - a bíróság elnökhelyettesi kinevezése összeférhetetlen lett játékvezetői tevékenységével. NB I-es mérkőzéseinek száma: 26.
| Időpont           | Helyszín                       | Mérkőzés típusa          | Mérkőzés                       | Eredmény |
| ----------------- | ------------------------------ | ------------------------ | ------------------------------ | -------- |
| 1968. március 31. | Sóstói Stadion, Székesfehérvár | első NB I-es mérkőzése   | Videoton FC–Tatabányai Bányász | 1 – 1    |
| 1972. április 16. | ETO Park Stadion, Győr         | utolsó NB I-es mérkőzése | Győri ETO FC–VM Egyetértés     | 2 – 2    |

#### Nemzetközi játékvezetés
A Magyar Labdarúgó-szövetség JB terjesztette fel nemzetközi játékvezetőnek, a Nemzetközi Labdarúgó-szövetség (FIFA) 1971-től tartotta nyilván bírói keretében. Több nemzetek közötti válogatott (világbajnoki, Európa-bajnoki selejtező), valamint Vásárvárosok kupája és Bajnokcsapatok Európa-kupája klubmérkőzésen partbíróként közreműködött, vagy mérkőzést vezetett. A nemzetközi játékvezetéstől 1973-ban búcsúzott.

## Sportvezetői pályafutása
Fiatalon még egyetemista korában 1954-ben tagja lett a Pécs Városi Labdarúgó-szövetség Fegyelmi Bizottságának, majd 1957-től a Baranya megyei Labdarúgó-szövetség (LSZ) Fegyelmi Bizottságának. 1979-től az MLSZ 3. számú fegyelmi bizottságának tagja. A játékvezetéstől való visszavonulás nem jelentette a sporttal és a sportvezetéstől való visszavonulást is. Majdnem öt évig 1980-1985 között a Pécsi MSC társadalmi elnöki tisztségét töltötte be. A Magyar Labdarúgó-szövetségnél (MLSZ) különféle sportbeosztásokat látott el (Fegyelmi Bizottság, elnökségi tagság). 1998-tól a Baranya Megyei Labdarúgó-szövetség Elnöke, a Magyar Játékvezető Testület (JT) Elnökségének tagja. Országos és megyei ellenőr. 2001 novemberétől a megyei labdarúgó szövetség fellebbviteli bizottságának elnöke.

## Sikerei, díjai
- Munka Érdemrend Bronz- és Ezüst fokozat-; Szakszervezeti Munkáért Kitüntetés ezüst fokozat-;
- játékvezetői Aranysíp kitüntetés,
- 1986-ban a Magyar Népköztársaság Sport Érdemérem bronz fokozata,
- 1994-ben a Magyar Sportért érem,
- 1996-ban a Labdarúgásért érem arany fokozata,
- 2005-ben a Nemzeti Sporthivatalban (NSH) március 15-e alkalmából Mádl Ferenc köztársasági elnöktől a Magyar Köztársasági Ezüst Érdemkeresztet vehette át. Játékvezetőként több világ- és Európa-bajnoki selejtezőn működött közre, s ma is aktív tagja a játékvezetői ellenőrök keretének, a magyar labdarúgásért végzett kimagasló tevékenységét ismerték el a kitüntetéssel.
- 2013-ban 55. éves játékvezetői vizsgája alkalmából az MLSZ JB elnöke Berzi Sándor, ifj. emlékplakettet adott részére.